# Ferskeytt
Ferskeytt (del nòrdic antic: mètrica quadrada) va ser una forma mètrica de composició, de les més antigues a la poesia escàldica, que es conserven alguns poemes en Skálholtsbók i apareix com la forma més freqüent de composició.
Es compon de quatre estrofes (quartet) en rima abab, sempre la rima 'a' en masculí, i 'b' en femení. La primera i tercera línies té set síl·labes, la segona i la quarta, sis. La primera línia també solia tenir una al·literació en dues paraules i la segona línia, en una paraula.